# 中里ダム

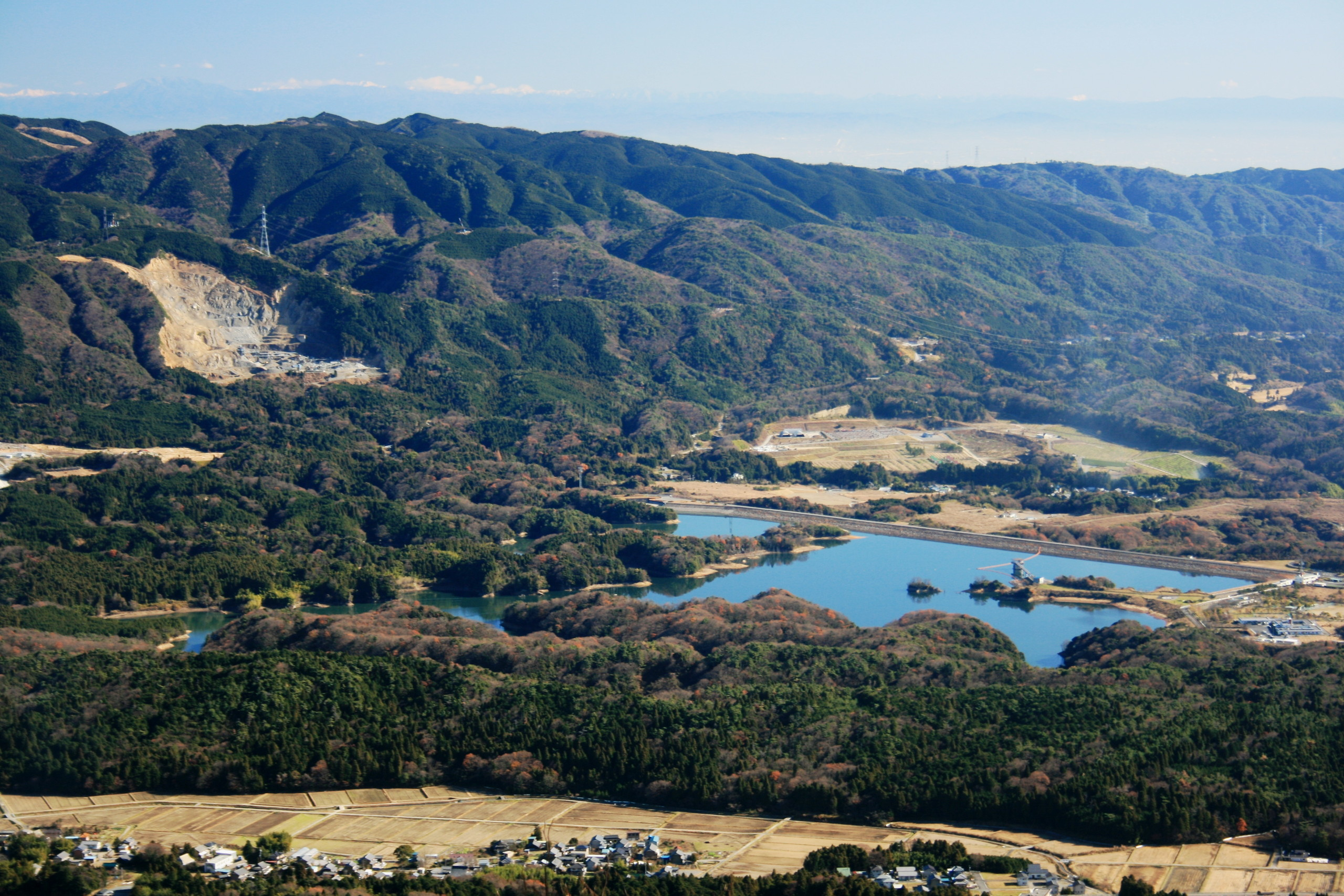
西側の鈴鹿山脈から見下ろす中里ダム

中里ダム（なかざとダム）は、三重県いなべ市にある水資源機構三重用水のダム。別称：中里貯水池（なかざとちょすいち）、愛称：鈴養湖（れいようこ）。

## 概要
堤体積は 2,970,000m3 でアースダムの中では国内第1位。自己流域のほか、牧田川、員弁川、河内谷川、冷川から取水した水を導水し貯留して、受益地域に水が足りない時に補給している。三重用水の水瓶である。東側と北側に岐阜県道・三重県道107号時下野尻線が通り、すぐ北側が三重県と岐阜県との県境であり、岐阜県側には打上調整池（水嶺湖）がある。両者の湖の間は員弁川と牧田川の分水界となっている。南側にゴルフ場のリオフジワラカントリークラブが隣接している。

## 沿革
- 1971年（昭和46年）3月 - 農林省から事業継承し、三重用水建設所発足。
- 1972年（昭和47年）3月 - 中里ダム着工。
- 1977年（昭和52年）3月 - 中里ダム完成。
- 1984年（昭和59年）4月 - 暫定通水開始。